# Abdoulay Diaby
Abdoulay Diaby (* 21. května 1991 Nanterre) je malijský profesionální fotbalista, který hraje na pozici útočníka či křídelníka za turecký tým Pendikspor a za malijskou reprezentaci.

## Reprezentační kariéra
V roce 2014 debutoval za malijský národní tým.

Zúčastnil se Afrického poháru národů 2015 v Rovníkové Guineji, kde Mali obsadilo po losu nepostupovou třetí příčku v základní skupině D.